# Війна з відьмами
«Війна з відьмами», або «Полювання на відьом» (англ. The War on Witches) — роман який ґрунтується на телесеріалі «Усі жінки — відьми», перший з серії творів. Написана Полом Рудайтісом, редактором коміксу «Усі жінки — відьми». Події в романі розгортаються між 9 і 10 сезоном коміксів. В сюжеті фігурують Прю, Пайпер, Фібі Галлівел і Пейдж Метьюс а також їхній колишній союзник Коул Тернер.